# 4 Ursae Majoris b

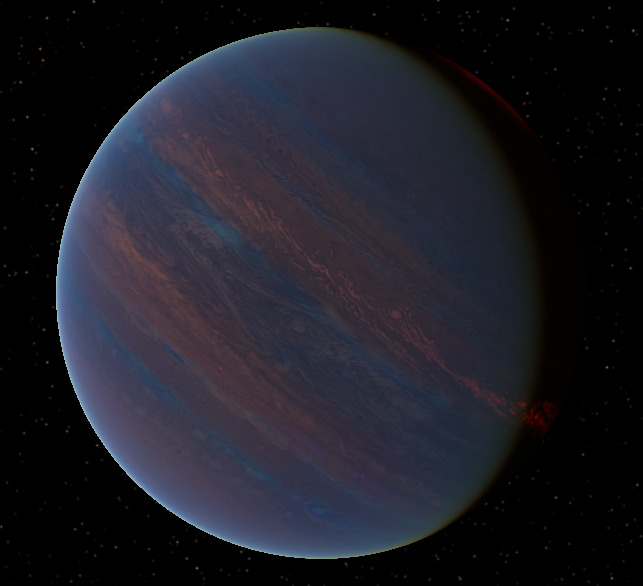
Imagem ilustrativa de 4 Ursae Majoris b.

4 Ursae Majoris b é um exoplaneta gigante gasoso que orbita uma estrela do tipo K.
Sua massa é de 7,1 Júpiteres, leva 269,3 dias para completar uma órbita de sua estrela, e está a 0,87 UA de sua estrela. 
Está a aproximadamente 252 anos-luz de distância da Terra. 
Este exoplaneta foi descoberto em 28 de março de 2007.